# Ambassade du Canada près le Saint-Siège
L'ambassade du Canada près le Saint-Siège est la représentation diplomatique du Canada près le Saint-Siège. Ses bureaux sont situés au Palazzo Pio, Via della Conciliazione 4-D, à quelques centaines de mètres du Vatican.

## Mission
Cette ambassade est responsable des relations entre le Canada et le Saint-Siège et offre des services aux Canadiens en sol vaticanais.
L'ambassadeur du Canada auprès du Saint-Siège est le principal contact officiel du Canada auprès de l'ordre souverain militaire et hospitalier de Saint-Jean de Jérusalem, de Rhodes et de Malte.

## Histoire
Les relations diplomatiques entre le Canada et le Saint-Siège sont établies le 15 octobre 1969. Une ambassade (ambassadeur résident) est créée le 23 avril 1970.

## Ambassadeurs
Cette représentation diplomatique canadienne est dirigée par un chef de mission qui porte le titre d'ambassadeur extraordinaire et plénipotentiaire.
| #    | Nom                                 | Titre | Nomination        | Lettres de créance | Fin de l'affectation |
| ---- | ----------------------------------- | ----- | ----------------- | ------------------ | -------------------- |
| 1er  | John Everett Robbins                | AEP   | 15 octobre 1969   | 23 avril 1970      | 9 avril 1973         |
| 2e   | Théodore Jean Arcand                | CA    | 9 avril 1973      | -                  | 20 octobre 1973      |
| 3e   | Paul Tremblay                       | AEP   | 19 juillet 1973   | 20 octobre 1973    | 9 novembre 1978      |
| 4e   | Jacques Bélec                       | CA    | 5 novembre 1978   | -                  | 7 avril 1979         |
| 5e   | Joseph Charles Léonard Yvon Beaulne | AEP   | 21 décembre 1978  | 7 avril 1979       | 19 janvier 1984      |
| 6e   | Pierre Dumas                        | AEP   | 5 avril 1984      | 20 mars 1984       | -                    |
| 7e   | Eldon Pattyson Black                | AEP   | 27 juin 1985      | 7 novembre 1985    | 19 mai 1989          |
| (2e) | Théodore Jean Arcand                | AEP   | 24 août 1989      | 23 novembre 1989   | -                    |
| 8e   | Léonard Hilarion Joseph Legault     | AEP   | 9 août 1993       | -                  | -                    |
| 9e   | J. Fernand Tanguay                  | AEP   | 22 septembre 1997 | 31 octobre 1997    | 6 septembre 2000     |
| 10e  | Wilfrid-Guy Licari                  | AEP   | 26 juin 2000      | 12 octobre 2000    | -                    |
| 11e  | Donald W. Smith                     | AEP   | 19 mai 2004       | 4 septembre 2004   | 26 juillet 2008      |
| 12e  | Anne Leahy                          | AEP   | 4 juillet 2008    | 30 octobre 2008    | 20 décembre 2012     |
| 13e  | Jon Allen                           | CA    | décembre 2012     | -                  | juillet 2014         |
| 14e  | Dennis Savoie                       | AEP   | 15 septembre 2014 | 15 décembre 2014   |                      |